# 尾太岳
尾太岳（おっぷだけ）は白神山地にある山の1つで、山頂は青森県西目屋村の美山湖から南に8kmにあり、三等三角点「尾太」（標高1083.52）が設けられている。
北麓には江戸時代から昭和期にかけて隆盛した尾太鉱山がある。

## 名称
江戸時代の菅江真澄は尾太岳一帯を何度か訪れており、当時の尾太鉱山や暗門滝の様子を書き残している。このうち『雪の母呂太奇（もろたき）』の中で「オツフの名はもと蝦夷いへるなるべし」と、アイヌ語地名であることを指摘している。
「尾根が太い」ことからきているという説もある。
江戸時代には津軽藩では八甲田山を「耕田（かうた）嶽・山」と文書に記載していた。ところが1834年（天保5年）10月11日、津軽藩はにわかにこれまでの耕田山を甲田山に改め、尾太山を乙富山に、鳴沢を成沢に改めるように指示した。しかしこの八甲田山、尾太岳の頭文字を甲乙揃えようとする指示は定着しなかった。

## 地勢
緩やかな山が多い白神山地のなかでは特徴的な山容で、山頂が三角形に鋭く尖っていることから「白神山地のマッターホルン」と称される。
南方には、青森県と秋田県の県境となって東西に伸びる1000m級の稜線がある。尾太岳はそこから北へ分かれて伸びる稜線上にあり、そのなかのピークには南から尾太岳（1083m）、薬師森（995m）、弁天森（980m）などと名がついている。
西斜面はなだらかで、山裾を流れる大沢川の源流（朝日股沢）にそって崖がある。東の陣岳（1049m）との間には湯の沢川が険しいV字谷を作っており、崩壊地形や岩の露出した急斜面を多くもっている。山体はおおむね凝灰岩で、ところどころに安山岩や流紋岩の貫入がある。この貫入のまわりには鉱脈が分布しており、谷底に尾太鉱山の入口がある。
西の大沢川、東の湯ノ沢川はどちらもまっすぐに北流し、美山湖（目屋ダム）で岩木川の本流に注いでいる。
湯の沢川に沿って県道317号が走り、南へ向かうと釣瓶落峠（標高710m）で秋田県藤里町へ通じる。かつては県道317号に沿いに尾太鉱山の鉱石を運ぶパイプラインが走っていた。
植生
尾太岳の8合目から9合目にかけてコメツガやキタゴヨウマツからなる針葉樹林帯になっているのが、植生上の大きな特徴である。白神山地はブナに代表される落葉広葉樹林帯であり、白神山地のなかで尾太岳だけがこのような針葉樹林をもっている。
江戸時代には尾太鉱山の金属精錬のための木材燃料を供給する山になっていたが、昭和40年代に「尾太岳県自然環境保全地域」が設けられ、ブナ林の保護が行われている。

## 登山
山域は尾太鉱山に属しており、登山にはかつての作業道を通る必要がある。鉱山は閉山したが、青森県が今も廃水処理をしており、入山には管理事務所の許可が要る。整備の行き届いた登山道はなく、崩壊地形となっている部分もあり、容易ではない。急斜面の尾根を登り、残雪期であれば3時間強で山頂に至る。

## 人との関わり
尾太岳一帯は、かつてマタギや炭焼きなど、山に暮らす人びとによる独特の習俗に富んでいた。「津軽の秘境」とも呼ばれ、民族学的な見地からの関心の対象になってきた。彼らの伝承によれば、尾太岳の山頂付近は「御殿」と呼ばれる聖地で、サルを祀る石碑が設けられていた。これは江戸時代に鉱山経営者によって祀られたものだとする伝承もある。マタギがサルに昼飯を奪われ、後を追って湯の沢川の支流奥深くまで分け入ったところで尾太鉱山を発見したという伝説も残されている。
斜面の雪形は「アシマゲッコ」（白馬の意）と呼ばれ、農期の目安にされていた。尾太岳の南方には、地元民が「ジョンコナガレ」と呼んだ尾根がある。これは秋田の「ジョンコ」なる女性が下駄履きで越えた尾根（尾根のことをナガレという）という逸話からきている。
江戸時代には菅江真澄が尾太岳一帯を訪れており、尾太鉱山などの様子をその著作に残している。

### 尾太鉱山
尾太岳と、その北にある寒沢岳の一帯には金属鉱山が分布している。古代から採掘が行われて金が東大寺の大仏に使用されたとの伝承もあるが、史料による裏付けはない。尾太鉱山は江戸時代に銀山・銅山として栄え、尾太岳は鉱石精錬の燃料である木材の供給地になり、一般の伐採は禁じられていた。その頃の尾太鉱山地区は、弘前藩内で弘前・青森に次いで3番めに人口が多く、「町」が形成されていた。罪人が鉱山労働者として使役されていた時期があり、江戸で捕縛されたキリシタンが送り込まれていたとか、一帯が隠れキリシタンの集住地になっていたという伝承もある。
尾太鉱山は昭和期にも栄えたが、石油危機によって不振に陥り閉山になった。尾太鉱山は半貴石のロードクロサイトの産地「Oppu mine」として世界の鉱物収集家によく知られている。
しかし、重金属を採掘していた鉱山の廃水によって川が汚染され、裾野を流れる湯の沢川は生物が死滅し、影響は下流の岩木川まで及んだ。閉山後も青森県が廃水処理を続けており、鉱滓ダムなどの整備も続けられている。